# Якутский поход
Якутский мятеж или Якутский поход — последний эпизод гражданской войны в России. Военные действия продлились с сентября 1921 года до июня 1923 года и были сконцентрированы на территории Якутской губернии, потом ЯАССР и Охотского края.

## Повстанческое движение
Антисоветские восстания на территории Якутской губернии вспыхнули после того, как при поддержке большевиков были освобождены от кабальной зависимости многочисленные "иждивенцы", т.е. подневольно работавшие на состоятельных хозяев должники из беднейших слоев населения, и произведено (в их пользу) перераспределение собственности. Недовольные этим зажиточные, достаточно многочисленные, стали образовывать вооруженные отряды для борьбы с Советской властью. Особенностью классового расслоения местного населения было то, что доля якутов (среди которых уже сформировались раннефеодальные отношения) в числе состоятельных владельцев табунов и угодий, а также торговцев, была высокой, тогда как представители других национальностей, стоявших еще на родовой ступени — эвены, эвенки, на востоке юкагиры и т.д. — преимущественно находились в зависимости. Несмотря на это, некоторым якутским тойонам удалось временно привлечь на свою сторону и часть подчинявшейся им бедноты. Среди руководителей повстанцев было и несколько бывших представителей царской администрации.
В сентябре 1921 года в Майском районе выступил сформированный отряд якутских повстанцев (200 человек) во главе с корнетом Василием Коробейниковым, а в октябре в Охотске высадился небольшой отряд есаула Бочкарева, присланный сюда из Приморья. Восстание начало разрастаться, охватив к весне 1922 года Якутский, Камчатский, Колымский, Олекминский и Вилюйский уезды. В марте 1922 года в Чурапче восставшие учредили Временное Якутское областное народное управление (сокр. ВЯОНУ) и Якутскую Народную Армию (сокр ЯНА).
К концу марта 1922 года повстанцам удалось потеснить красных из Якутска, Амги, Нюрбы, Вилюйска и Олекминского округа. Для подавление Якутского мятежа из Иркутска отправили части 5-й армии РККА, численностью около 5 000 бойцов. В апреле восставшие связались с Временным Приамурским правительством во Владивостоке (в советской историографии получило название «Чёрный буфер») с просьбой о помощи.
27 апреля Советы объявили об образовании Якутской АССР.
За март-сентябрь 1922 года части 5-й армии РККА в ходе ряд жестоких боев против Якутской Народной Армии, вытеснили их дальше на восток. Остатки ЯНА (около 300 бойцов) отступили в Аяно-Майский район, где закрепились в порту Аяна и в Нелькане.

## Поход Пепеляева

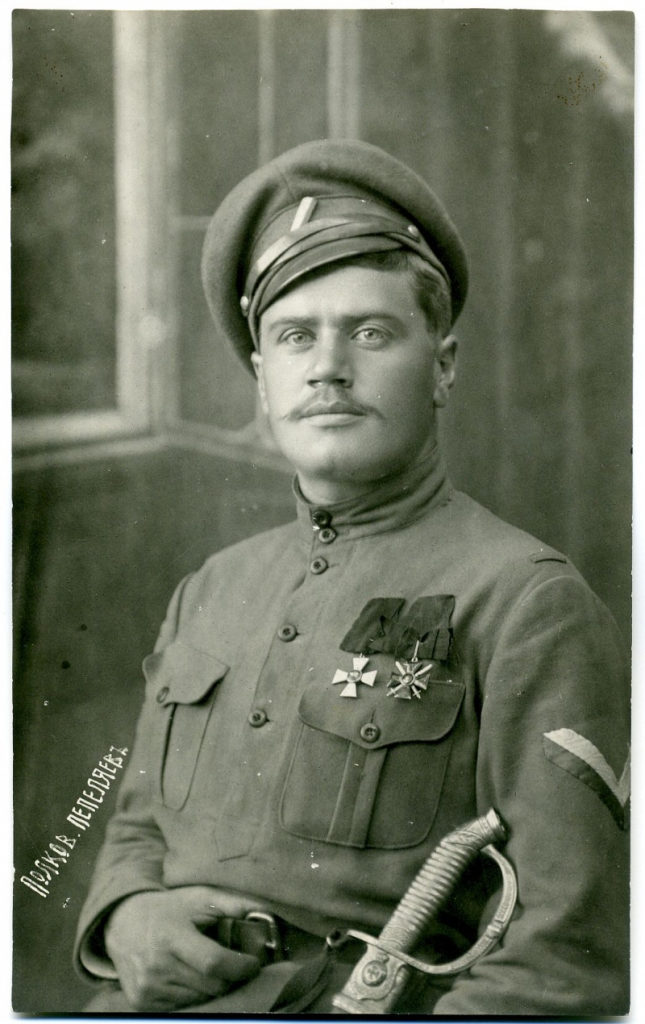
А. Н. Пепеляев

30 августа 1922 года Сибирская военная флотилия, укомплектованная 750 добровольцами «Сибирской добровольческой дружины» под руководством генерала Анатолия Пепеляева отплыла из Владивостока с целью оказания помощи восставшим. Спустя три дня, отряд Пепеляева высадился в Аяне и двинулся к Якутску. Планировалось после высадки на побережье Охотского моря взять Якутск, затем, объединив силы восставших, занять Иркутск и сформировать там новое Временное Сибирское правительство. Учитывая настроения якутов и вообще сибиряков, Пепеляев решил выступить не под бело-сине-красным флагом, а под бело-зеленым сибирским, флагом Сибирской автономии, существовавшей в 1918 году. К концу октября, когда Пепеляев занял город Нелькан, ему доложили, что Красная Армия изгнала белогвардейцев из Владивостока.
К моменту создания Советского Союза 31 декабря, небольшой район, в который входили Аян, Охотск и Нелькан, подконтрольные Пепеляеву, оставался единственной территорией России, которую удерживали белые.
В январе пепеляевцы заняли села Усть-Мая, Усть-Миль и Амгу. Взятие Амги открывало ему дорогу на Якутск, где было объявлено военное положение, спешно возводились укрепления и куда срочно стягивались остальные красные части. Был создан Охотско-Аянский экспедиционный отряд (до 800 человек с артиллерией) под командованием С. С. Вострецова и военкома К. Ф. Кошелева.
В феврале против Пепеляева из Якутска был направлен отряд большевиков во главе с Иваном Стродом. 14 февраля они начали сражение с отрядом Пепеляева у Сасыл-Сасыы, а 3 марта белые были полностью изгнаны из Амги.
24 апреля 1923 года корабли «Ставрополь» и «Индигирка» отбыли из Владивостока в Аян с отрядом красноармейцев С. С. Вострецова. По прибытии в Аян 6(?) апреля, Вострецов узнал, что Пепеляев эвакуировал все свои силы в Нелькан. 10 июня отряд Вострецова разгромил в Охотске часть пепеляевцев. 18 июня в Аяне красноармейцы окружили казарму белогвардейцев. Пепеляев, во избежание кровопролития, приказал сдаться без единого выстрела. Сам генерал, а также 103 белых офицера и 230 солдат были отправлены во Владивосток. Несколько десятков добровольцев во главе с генерал-майором Вишневским были вывезены японскими моряками.

## Результаты
Другая часть повстанцев, не желая сдаваться, рассеялась по якутской тайге и в дальнейшем ещё не раз принимала участие в антисоветских восстаниях (Тунгусском восстании 1924—1925 гг., Восстании конфедералистов 1927—1928 гг.), пока в итоге не была вынуждена прекратить борьбу.

## Киновоплощение
1968 — Утро долгого дня / Ilgās dienas rīts — Ада Неретниеце